# Noč je moja, dan je tvoj
Noč je moja, dan je tvoj je slovenska ljudska pripovedka, s področja Istre. V glavnih vlogah se pojavijo Jakob, kot mladenič, ki se hodi ženit in navihani fantje, ki so nanj ljubosumni.

## Vsebina pravljice
Fant Jakob se je hodil ženit v sosednjo vas imenovano Draščiče. Mladina iz te vasi je bila nanj zelo ljubosumna, saj je bila Jakobova ljubica zelo lepa in iz premožne družine. Neko noč so se fantje zmenili, da Jakoba prestrašijo.
Ponoči se je Jakob vračal od svoje zaročenke, tam okoli polnoči, si je požvižgaval smešno pesmico: "Vanca spod klanca, ušterjeva hči, je mulco pojela, ji je z riti visela." Med žvižganjem, je zagledal belo stvar, ki ga je ves čas opazovala. Ni vedel ali bi zbežal ali ostal. Nato je sredi ceste ugledal skrinjo, ki se je odpirala in zapirala. Ko je bila odprta je iz nččje mahala bela rjuha, ko je bila zaprta, pa je v njej nekaj na vso moč ječalo.
Jakoba je bilo strah in zato je z glasom polnim straha rekel skrinji: »Daj mi pot, umakni se!« Iz skrinje pa se je zaslišel le rezek glas: "Noč je moja, dan je tvoj." Jakob je začel od strahu hitro teči, da ga niti burja ne bi dohitela.
Od takrat naprej nikoli več ne pojde sam k svoji ljubi, vedno ga spremlja njegov prijatelj, ki se v vasi umakne v gostilno in ga počaka. Ko bi bil še danes živ bi vsem govoril, da v skrinji zagotovo ni bila živa stvar, ampak nekaj mrtvega.

## Opis glavne osebe
Jakob je mlad fant, ki se pripravlja na poroko in si je že izbral ženo. Vsi ostali so bili nanj zelo ljubosumni, saj si je izbral najlepšo in iz vplivne družine. Zelo rad je pel in si žvižgal različne smešne pesmi. Jakob je tudi zelo bojazljiv človek, ki se kaj hitro prestraši določenih stvari. Jakob tudi ne rad tvega, da se mu ne bi enaka stvar ponovila še enkrat, zato vedno jemlje s seboj prijatelja, ki ga bo lahko rešil pred hudim.
O točno tem Jakobu pa na istrskem poje tudi nekaj pesmi, ena izmed njih je:
"Jakom gre iz Pázina, šárima voli, šárima konji,
zlatimi iglicami, srebrnimi vilicami."
Kasneje se sliši strah:
"Dajmo ga nabosti na jelove kósti!
Dajmo ga ponesti v uno škurno jamo,
s trnjem zaštanjano!«

## Analiza pripovedi po Vladimirju J. Propp-u
Leta 1928 je Vladimir J. Propp izdal svojo strukturalistično teorijo pravljice. V njej poudari pomembno strukturno sestavo pravljice po likih in po funkcijah znotraj pravljice. V vsaki pravljici naj bi si funkcije ena za drugo sledile in to vseh 31. V pravljicah se osebe lahko menjajo, vendar 7 vlog je glavnih, ki jih opisuje. Te so nasprotnik-zlikovec, darovalec, pomočnik, vrednota, pošiljatelj, junak in lažni junak.
V pravljici Noč je moja, dan je tvoj, se vse osebe in funkcije ne pojavijo, zato naštejem le tiste, ki se.
- Vloge v pravljici
  - Nasprotnik so ljubosumni mladeniči, ki prestrašijo Jakoba.
  - Pomočnik se pojavi na koncu pravljice, kot Jakobov prijatelj, ki hodi z njim.
  - Vrednota je punca oziroma ljubica, za katero se bori Jakob.
  - Junak v pravljici naj bi bil Jakob, vendar je zelo krhek.
  - Lažni junak so fantje, ki naj bi pomagali punci, da izbere boljšega.
  - Princesa je dekle, ki si jo je Jakob izbral za svojo izbranko.
  - Zlikovec so fantje, ki odganjajo Jakoba stran.
- Funkcije v pravljci
  - Oddaljenost od doma se pojavi v pravljici, saj se Jakob vsakič ko gre k ljubi oddalji od doma.
  - Junak dobi prepoved Jakobu hočejo fantje prepovedati prihode k svoji punci, zato ga prestrašijo.
  - Trik proti junaku od nasprotnika se zgodi, ko fantje prestrašijo Jakoba in le-za zbeži stran.
  - Prva funkcija pomočnika se dogaja proti koncu pravljice, ko pomočnik, Jakobov prijatelj, priskoči na pomoč.
  - Ožigosanje Jakob je deležen posmeha zaradi svojega strahu, ki ga je pokazal s svojim bežanjem stran od skrinje z rjuho.

## Izdaje
- Marjan Tomšič: Noč je moja, dan je tvoj (istrske štorije), zbirka ljudskih pravljic s področja Istre, ČZP Kmečki glas, Ljubljana 1989, stran 76, pravljica št. 54

## Vir
- Marjan Tomšič:  Noč je moja, dan je tvoj (istrske štorije), zbirka ljudskih pravljic s področja Istre, ČZP Kmečki glas, Ljubljana 1989, stran 76, pravljica št. 54